# Erik Wikström
Erik Wikström, född 27 november 1966, är en svensk riskkapitalist och serieentreprenör.
Han är en av grundarna till Icon Medialab.

## Entreprenörskarriär
Wikström började sin karriär med en anställning på Kinnevik  som utvecklades till ett samarbete med Johan Staël von Holstein och Jesper Jos Olsson, först i den interna Kinnevik-satsningen Interactive Television och sedan i konsultjätten Icon Medialab och riskkapitalbolaget Speed Ventures.
Han har varit med och grundat bland annat China Venture Labs Ltd., Clearworld Now Ltd., Magine TV och Fitness Collection .
Han är nu, 2018, partner på tillväxtföretaget Result  och styrelseordförande i Nordkap , CareChain , Safestuff  och Invajo . 